# Mille et un rêves
Pour plus de détails, voir Fiche technique et Distribution.
Mille et un rêves est un téléfilm documentaire français réalisé pour la télévision par Patrick Le Gall, diffusé le 8 octobre 1998 dans le magazine Thema : La part du rêve sur La Sept-Arte.

## Synopsis
Il s'agit, à travers ce film enquête, de tenter de cerner ce que représentent, aujourd'hui, ces songes qui nous hantent chaque nuit et dont, parfois, nous cherchons à saisir le sens. À travers les récits de rêveurs anonymes, de tout âge et de toutes origines, ainsi que les témoignages de psychologues, psychanalystes, physiologistes, psychiatres et d'ethnopsychiatres, se dessine une approche à la fois personnelle et scientifique face à ce phénomène banal et mystérieux dans nos sociétés modernes.

## Fiche technique
- Titre : Mille et un rêves
- Réalisation et scénario : Patrick Le Gall
- Chef-opérateur, Directeur de la photographie : Dominique Martigne
- Productrice : Mireille Dumas[3]
- Production : MD Productions
- Partenaire : La Sept-Arte
- Détenteur des droits : MD Productions
- Pays d'origine :  France
- Genre : documentaire
- Durée : 60 minutes
- Première diffusion : 8 octobre 1998 dans le magazine Thema
- Organisme de diffusion : La Sept-Arte

## Accueil
Le film est peu coté par le critique du quotidien Libération, Louis Skorecki, qui fustige l'emploi « d'une symbolique convenue d'eau, de canaux, de passages souterrains, pour évoquer le rêve », avant d'avancer que le documentaire « prend un tour, non plus quelconque, mais indécent, quand des patients [évoquant l'interprétation de leurs rêves] sont filmés comme s'ils faisaient la promo de leur propre analyste ». Il reconnaît cependant que le spectateur « parvient en fin de compte à s'intéresser aux récits de rêve, créations difficilement partageables ». C'est, selon le critique, « la seule bonne surprise » du film.
De son côté, la rédaction du quotidien régional Le Progrès y voit un documentaire qui aborde de front les questions posées par le sommeil, comme celle de savoir si nos rêves sont la manifestation de nos désirs secrets ou tout simplement des messages symboliques, voire divins, le film laissant finalement le spectateur libre d'interpréter à sa guise ce qu'avance le réalisateur.
Dans La Croix, la journaliste Cécile Jaurès se contente d'une description laconique, précisant que dans ce documentaire, le réalisateur Patrick Le Gall « explore les voies [sic] du rêve, des savoirs ancestraux à l'ethnopsychiatrie ».

## Autour du film
La première diffusion du film a lieu le jeudi 8 octobre 1998 sur La Sept-Arte qui le propose en ouverture d'une soirée thématique de son émission Thema entièrement consacrée à l'onirisme et aux mystères du sommeil, intitulée La part du rêve. Sont ensuite montrés un autre documentaire sur les rêves, La clef des songes de, et avec, François Niney, et le film Peter Ibbetson d'Henry Hathaway, toujours avec le thème du rêve en filigrane.
Le film est présenté le 28 novembre 2010 lors de la 24e édition du Festival À Nous de Voir - Cinéma & Sciences d'Oullins, dans le Rhône, où il précède une conférence de la chargée de recherches en cognition pendant le sommeil et cognition sociale à l'Institut national de la santé et de la recherche médicale, Perrine Ruby. Celle-ci est membre de l’équipe Dynamique Cérébrale et Cognition de l'INSERM et spécialiste du rôle du sommeil et de la part du rêve dans l'apprentissage. Un débat sur le film est ensuite modéré par le réalisateur Jean-Marc Grefferat, membre du Comité de programmation et du Comité scientifique du festival.